# 卢瓦尔河畔罗什福尔
卢瓦尔河畔罗什福尔（法語：Rochefort-sur-Loire，法語發音：[ʁɔʃfɔʁ syʁ lwaʁ] ⓘ）是法国曼恩-卢瓦尔省的一个市镇，位于该省中部略偏西，属于昂热区。

## 地理
卢瓦尔河畔罗什福尔（47°21'25"N, 0°39'22"W）面积27.8 平方千米，位于法国卢瓦尔河地区大区曼恩-卢瓦尔省，该省份为法国西部内陆省份，大致对应安茹地区，北起顺时针与马耶讷省、萨尔特省、安德尔-卢瓦尔省、维埃纳省、德塞夫勒省、旺代省、大西洋卢瓦尔省和伊勒-维莱讷省接壤。
与卢瓦尔河畔罗什福尔接壤的市镇（或旧市镇、城区）包括：莱永河畔博略、贝于阿尔、卢瓦尔河畔沙洛讷、莱永河畔绍德丰、德内、卢埃河畔莫泽、拉波索尼耶尔、瓦勒迪莱永。

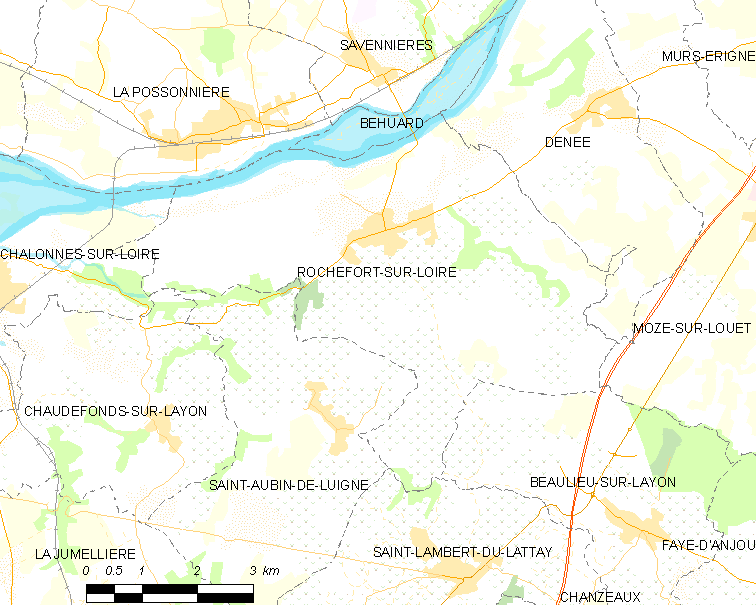
卢瓦尔河畔罗什福尔的OSM定位图

卢瓦尔河畔罗什福尔的时区为UTC+01:00、UTC+02:00（夏令时）。

## 行政
卢瓦尔河畔罗什福尔的邮政编码为49190，INSEE市镇编码为49259。

## 政治
卢瓦尔河畔罗什福尔所属的省级选区为卢瓦尔河畔沙洛讷县。

## 人口

1962-2008年间卢瓦尔河畔罗什福尔人口变化图示

卢瓦尔河畔罗什福尔于2022年1月1日时的人口数量为2332人。